# Triade (sociale wetenschappen)
Een triade (Grieks: τριάς, triás=drie, drietal) is een groep bestaande uit drie personen. Het is na de uit twee personen bestaande dyade de kleinst mogelijke sociologische eenheid waarbij sprake kan zijn van interactie.
Tussen de drie personen zijn drie relaties mogelijk. Hoewel hier net als in de dyade sprake is van een beperkte groepscomplexiteit en een sterke sociale controle, kan een persoon deze groep niet meer volledig controleren. Hierdoor krijgt de groep een autonomie die de dyade niet heeft.
Simmel besteedde veel aandacht aan de dyade en de triade, onder meer in zijn vormenanalyse.